# Bundesstraße 286
De Bundesstraße 286 is een bundesstraße in de Duitse deelstaat Beieren. De B 286 is 102 kilometer lang en begint op een kruising met de B 8 bij Enzlar en eindigt ten noordwesten van Bad Brückenau.

## Routebeschrijving
De weg begint op een kruising met de B8 bij Markt Bibart-Enzlar en loopt in noordwestelijke richting door Rüdenhausen en kruist bij afrit Wiesentheid de A3, waarna de weg verder loopt via de rondwegen van Wiesentheid en Prichsenstadt. Ten noordoosten van  Prichsenstadt kruist de D286 de B26, waarna men via de rondwegen van Gerolzhofen, Schwebheim en Grafenheinfeld en de aansluiting Schweinfurt-Zentrum waar men de A70 kruist. Vervolgens komt de weg in de stad Schweinfurt komt. In Schweinfurt sluit eerst, ten zuidwesten van het centrum van de stad, de B26 aan en daarna kent men ten noordwesten van het centrum een samenloop kent met de B303.  Vervolgens loopt de weg verder langs Mabach, men kruist bij afrit Poppenhausen de A71. De weg loopt verder door Poppenhausen en Bad Kissingen. Daarna kruist de B286 bij afrit Bad Brükenau/Wildflecken de A7 waarna de weg door Bad Brückenau loopt. In Bad Brückenau kent de weg een samenloop met de B27, waarna de B286 in het noordoostelijke de stad verlaat en eindigt bij afrit Bad Brückenanu-Völkers op de A7.
Tussen de afritten Poppenhausen en Bad Kissingen lopen de B19 en de B 289 parallel aan de A71.

## Configuratie
De B 286 is tussen de A 3 en Schweinfurt een kruisingsvrije tweestrooks autoweg.
Echter zijn er een paar vierbaans stukken in het zuiden van de stad Schweinfurt en in de stad Bad Kissingen.
De rest van de weg is een gewone bundesstraße met gelijkvloerse kruisingen.
B2 · B2a · B2R · B3 · B4 · B4R · B8 · B10 · B11 · B12 · B13 · B13n · B14 · B15 · B15n · B16 · B17 · B18 · B19 · B20 · B21 · B22 · B23 · B25 · B26 · B26a · B27 · B28 · B28a · B29 · B30 · B31 · B31a · B32 · B33 · B33a · B34 · B35 · B36 · B37 · B38 · B38a · B39 · B44 · B45 · B47 · B85 · B89 · B131n · B173 · B276 · B278 · B279 · B285 · B286 · B287 · B289 · B290 · B291 · B292 · B293 · B294 · B295 · B296 · B297 · B298 · B299 · B300 · B301 · B302 · B303 · B304 · B305 · B306 · B307 · B308 · B309 · B310 · B311 · B312 · B313 · B314 · B315 · B316 · B317 · B318 · B319 · B340 · B378 · B388 · B415 · B425 · B426 · B462 · B463 · B464 · B465 · B466 · B467 · B468 · B469 · B470 · B471 · B472 · B491 · B492 · B500 · B505 · B512 · B523 · B532 · B533 · B535 · B588 · B999